# Serre (affluent de l'Aveyron)
Pour les articles homonymes, voir Serre (homonymie).
Le Serre ou ruisseau de Serre est une rivière française qui coule dans le département de l'Aveyron. C'est un affluent de l'Aveyron en rive droite, donc un sous-affluent de la Garonne par l'Aveyron, puis par le Tarn.

## Géographie
De 29,4 km de longueur, le Serre est le premier affluent de quelque importance qui donne ses eaux à l'Aveyron. Il prend sa source dans le département de l'Aveyron, sur le territoire de la commune de Campagnac, située au nord du causse de Sévérac. Dès sa naissance, il adopte une orientation est-ouest, direction qu'il maintient en règle générale tout au long de son parcours. Il se jette dans l'Aveyron en rive droite à Palmas, dans le même département de l'Aveyron.

## Communes traversées
- département de l'Aveyron : Campagnac, Saint-Saturnin-de-Lenne, Saint-Martin-de-Lenne, Pierrefiche, Coussergues et Palmas.

## Principaux affluents
- Ruisseau de Brèves 2,4 km
- Ruisseau de Rigoutals 2,9 km

## Hydrologie
Le Serre est une rivière assez abondante, mais très irrégulière, comme la plupart des cours
d'eau du bassin versant du Tarn. Son débit a été observé durant une période de 41 ans (1968-2008), à Coussergues, localité du département de l'Aveyron située à peu de distance de son confluent avec l'Aveyron. La surface ainsi étudiée est de 110 km2, c'est-à-dire la presque totalité bassin versant de la rivière.
Le module de la rivière à Coussergues est de 1,05 m3/s.
Le Serre présente des fluctuations saisonnières de débit bien marquées, comme bien souvent dans le bassin du Tarn correspondant à la partie orientale du bassin de la Garonne, avec des hautes eaux d'hiver-printemps portant le débit mensuel moyen à un niveau situé entre 1,36 et 2,08 m3/s, de décembre à avril inclus (avec un maximum fort net en février), et des basses eaux d'été, de juillet à septembre, caractérisées par une baisse du débit moyen mensuel atteignant 0,231 m3/s au mois d'août. Mais les fluctuations de débit sont bien plus prononcées sur de plus courtes périodes ou d'après les années.
À l'étiage, le VCN3 peut chuter jusque 0,072 m3/s, en cas de période quinquennale sèche, soit 72 litres par seconde, ce qui n'est pas excessivement sévère comparé à certains autres affluents du Tarn.
Les crues peuvent être assez importantes, compte tenu bien sûr de la taille fort modeste de la rivière et de son bassin versant. Les QIX 2 et QIX 5 valent respectivement 12 et 16 m3/s. Le QIX 10 est de 19 m3/s, le QIX 20 de 21 m3/s, tandis que le QIX 50 se monte à 24 m3/s.
Le débit instantané maximal enregistré à Coussergues durant cette période, a été de 20,4 m3/s le 3 décembre 2003, tandis que la valeur journalière maximale était de 18,9 m3/s le 14 décembre 1981. Si l'on compare la première de ces valeurs à l'échelle des QIX de la rivière, l'on constate que cette crue était à peine d'ordre vicennal, et donc destinée à se reproduire assez fréquemment.
Le Serre est une rivière modérément abondante, assez bien alimentée par les précipitations de son aire. La lame d'eau écoulée dans son bassin versant est de 302 millimètres annuellement, ce qui est quelque peu inférieur à la moyenne d'ensemble de la France tous bassins confondus (320 millimètres), mais nettement inférieur à la moyenne du bassin de l'Aveyron (347 millimètres) et du Tarn (478 millimètres). Le débit spécifique de la rivière (ou Qsp) atteint le chiffre de 9,5 litres par seconde et par kilomètre carré de bassin.